# Timo Böckle

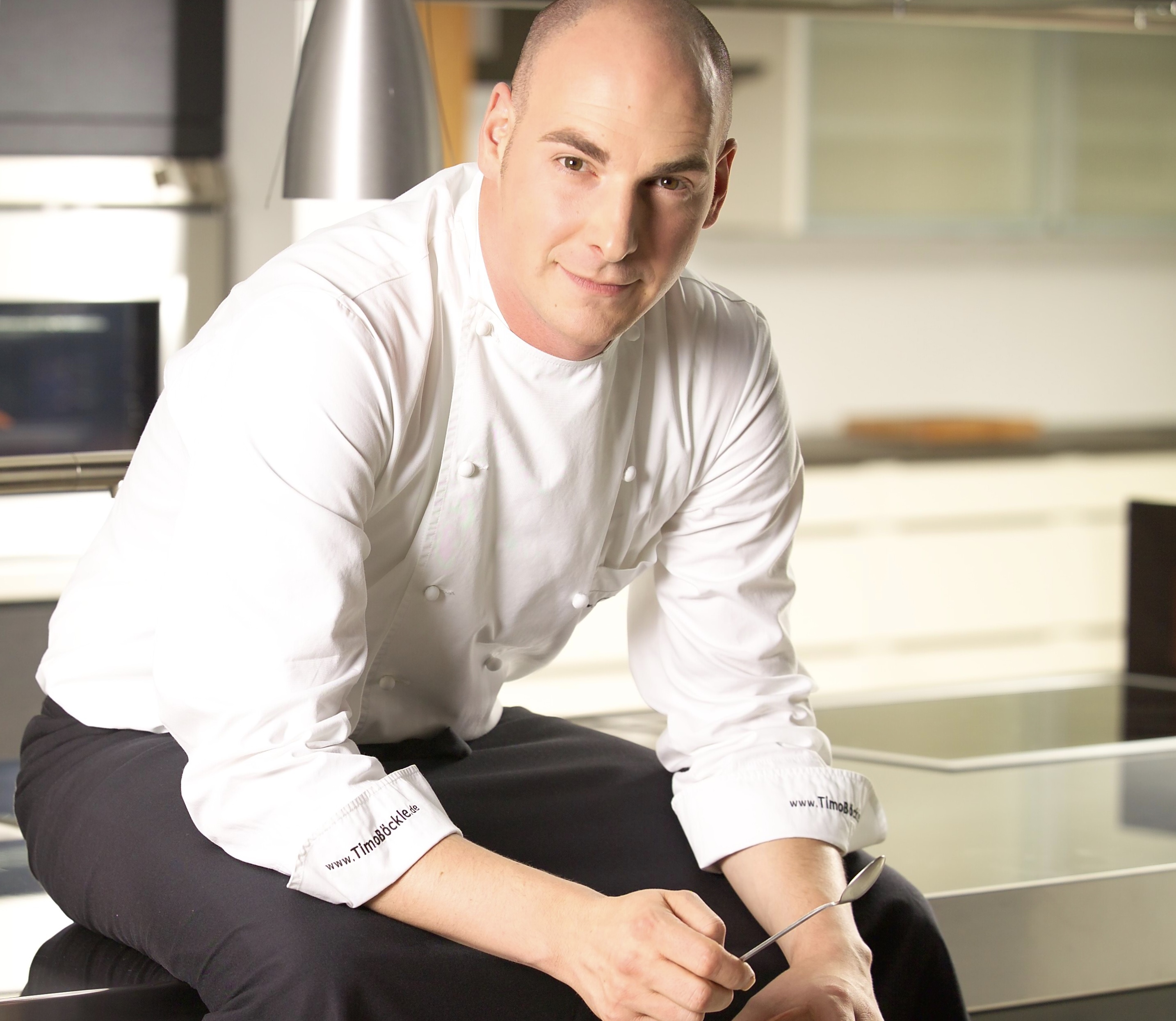
Timo Böckle

Timo Böckle (* 2. September 1977 in Böblingen) ist ein deutscher Koch, Küchenmeister, Fernsehkoch und Unternehmer. Einem breiten Publikum ist er durch Kochsendungen im SWR Fernsehen, bei ARD Digital und bei YouTube bekannt.

## Werdegang
Timo Böckle, Sohn einer schwäbischen Metzgerfamilie, absolvierte seine Ausbildung zum Koch zwischen 1994 und 1997 im Restaurant Hirsch in Alt Eltingen. Nach der bestandenen Abschlussprüfung leistete er 1997 seinen Wehrdienst – erst in Stetten am kalten Markt, dann 1998 in der Theodor-Heuss-Kaserne in Bad Cannstatt. In letzterer war er als Schichtführer des Offizierskasinos für die Verpflegung der Sportfördergruppe der Bundeswehr zuständig. Er war für die Durchführung von militärischen und zivilen Veranstaltungen in Stuttgart verantwortlich. Am 28. August 1998 mit dem „Bestpreis“ der Kompanie ausgezeichnet. Nach Beendigung seines Wehrdienstes arbeitete er als Entremetier im Hotel Bareiss in Baiersbronn.
Sein erstes Engagement außerhalb von Deutschland führte ihn 2000 auf das Kreuzfahrtschiff MS Europa, auf welchem er bereits während der Jungfernfahrt, später auch auf deren erster Weltreise, als Souschef in den Gourmetrestaurants Venezia und Asia (heute Restaurant Global) eingesetzt wurde. Dort lernte er auch seinen zukünftigen Chef Johann Lafer kennen.
Ab 2001 arbeitete er als Chef Poissonnier im damals mit 2 Sternen im Guide Michelin ausgezeichneten Gourmetrestaurant Le Val d’Or sowie in der Turmstube auf Johann Lafers Stromburg in Stromberg. Im Anschluss folgten 2002 ein erneuter Auslandsaufenthalt und eine Anstellung im Restaurant Pacific des Carlton Hotels auf Neuseeland. Er nutzte die Zeit und arbeitete zeitgleich auf Stage im Restaurant Katsura, wo er sich mit japanischer Kochkunst beschäftigte und seine ersten Erfahrungen mit Teppanyaki machte.
Nach seiner Rückkehr nach Deutschland legte Böckle im Alter von 25 Jahren die Prüfung zum Küchenmeister an der Hotelfachschule Heidelberg ab. 2003 stieg er abschließend auf Grund einer schweren Erkrankung seines Vaters Wolfgang Böckle in das 1953 vom Großvater Walter Böckle gegründete Familienunternehmen Hotel-Restaurant „Reussenstein“ in Böblingen ein. Seit 2005 ist Timo Böckle in dritter Generation – gemeinsam mit seiner Schwester Sandra – Geschäftsführer und Eigentümer der Fam. Böckle GmbH. Zu dieser gehören neben dem Hotel und Restaurantbetrieb auch eine Kochschule, der Handel mit Wild aus der Region und ein Feinschmeckerlädle. Seit 2021 betreibt Böckle auch einen regionalen Drive-through - den Spätzle Drive in Böblingen. 2024 wurde Timo Böckle und sein Restaurant Reussenstein als eines von nur 77 Restaurants in Deutschland mit dem Grünen Stern des Guide Michelin ausgezeichnet. 2025 wurde Böckle bei der Hauptversammlung der Jägerschaft des Landkreises Böblingen einstimmig zum Kreisjägermeister gewählt. Als Vorstand vertritt er in diesem Amt die Interessen von über 1000 Jägern und Mitgliedern der KJV Böblingen. 

## Fernsehaktivitäten
Timo Böckle trat nach der Übernahme des elterlichen Betriebs als Fernsehkoch auf. Im Jahr 2005 kochte er erstmals live an der Seite von Bernd Schröder in der Südwestfunksendung Kaffee oder Tee. Anschließend war er in verschiedenen Sendungen präsent: Böckle on Tour, Spontankochen, Küchenklassiker SWR-Samstagabendshow und Lecker hoch Drei bei ARD Digital. Bis heute steht Böckle an jedem ersten Mittwoch im Monat in Baden-Baden bei Kaffee oder Tee am Herd. Er wird immer wieder bei verschiedenen Veranstaltungen und Sondersendungen des SWR Fernsehens wie beispielsweise bei der Kürbis-WM im blühenden Barock, bei der Bundesgartenschau 2019 oder beim SWR-Sommerfestival als Koch vor der Kamera eingesetzt. Seit August 2020 läuft „Koch ein!“, das On-demand-Videokochbuch des SWR mit Timo Böckle auf YouTube.

## Belege
1. ↑  Hotel-Restaurant „Zum Reussenstein“. In: reussenstein.com
2. ↑  Kreiszeitung Böblinger Bote: Böckle heute im Fleischermuseum. In: krzbb.de. Abgerufen am 28. Juni 2020.
3. ↑  Über die Schulter geschaut: Spontankoch Timo Böckle zaubert Leckeres aus Resten. In: Badische Neueste Nachrichten. 5. Juli 2019, archiviert vom Original; abgerufen am 28. Juni 2020.
4. ↑  Rezept-Wettbewerb mit Timo Böckle. In: krzbb.de. Kreiszeitung Böblinger Bote, abgerufen am 28. Juni 2020.
5. ↑  "Koch ein!" mit dem SWR auf YouTube. In: braunschweiger-zeitung.de. Abgerufen am 26. Dezember 2020.
6. ↑  „Koch ein!“ mit dem SWR auf YouTube. In: swr.de. Abgerufen am 26. Dezember 2020.

| Personendaten    | Personendaten         |
| ---------------- | --------------------- |
| NAME             | Böckle, Timo          |
| KURZBESCHREIBUNG | deutscher Fernsehkoch |
| GEBURTSDATUM     | 2. September 1977     |
| GEBURTSORT       | Böblingen             |